# Pago Park Soccer Stadium
El Pago Park Soccer Stadium es el nombre que recibe un estadio de usos múltiples en Pago Pago Park (Parque Pago Pago) en Pago Pago, una localidad de la Samoa Americana un territorio dependiente de Estados Unidos en el Océano Pacífico. El estadio tiene capacidad para recibir hasta 2000 espectadores. Actualmente se utiliza sobre todo para los partidos de fútbol, para la liga de rugby y el fútbol americano.